# Pik Korzjenevskaja
Pik Korzjenevskaja är det tredje högsta berget i Tadzjikistan och Pamirbergen och är 7 105 meter över havet. Berget är uppkallat efter Jevgenija Korzjenevskaja, hustru till den ryska geografen Nikolaj L. Korzjenevskij som upptäckte det 1910.

## Bestigning

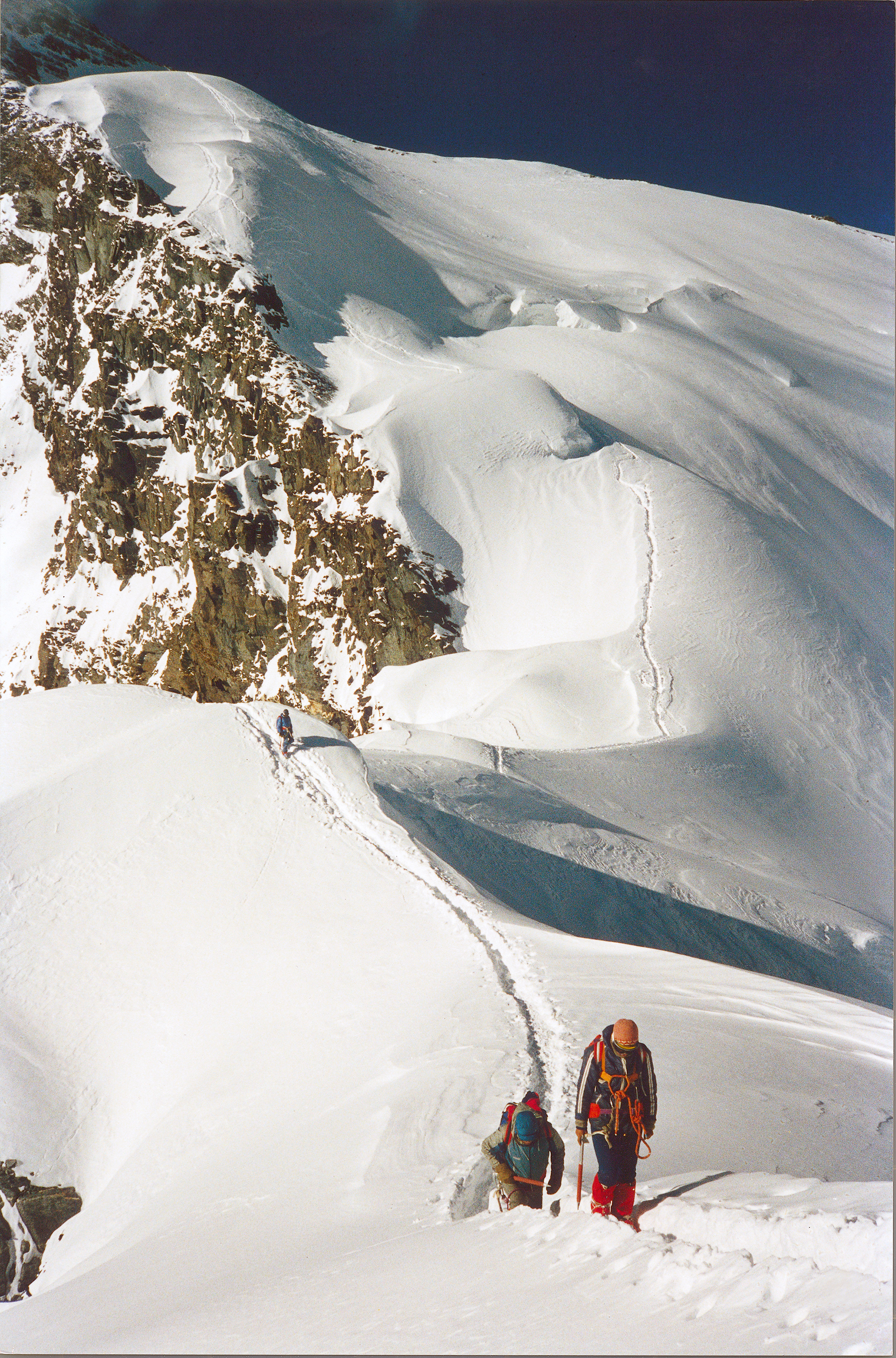
Nedstigning från berget, 1990.

År 1937 nådde ryssen Daniil Gusjtjin ett 6 910 meter högt förberg och 22 augusti 1953 nåddes huvudtoppen av en grupp sovjetiska bergsbestigare ledda av Aleksej Ugarov.
Berget har sedan dess bestigits flera gånger. Det är ett av de fem högsta bergen i tidigare Sovjetunionen som skulle bestigas för att erhålla Snöleopardpriset.